# Отсчёт (единоборства)

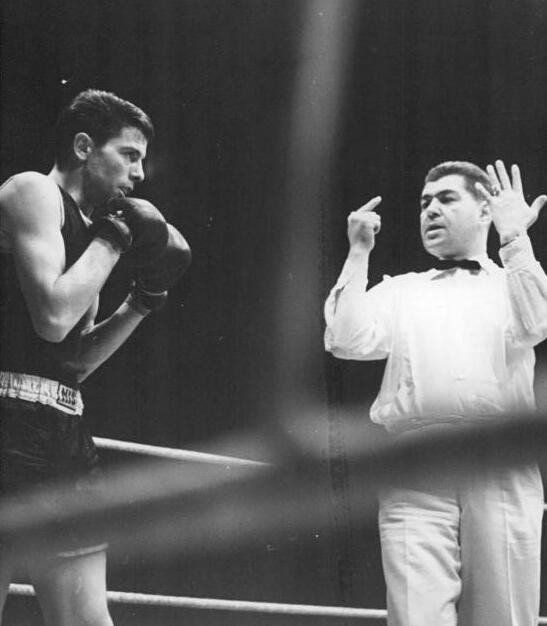
Рефери в обязательном порядке сопровождает счёт жестами

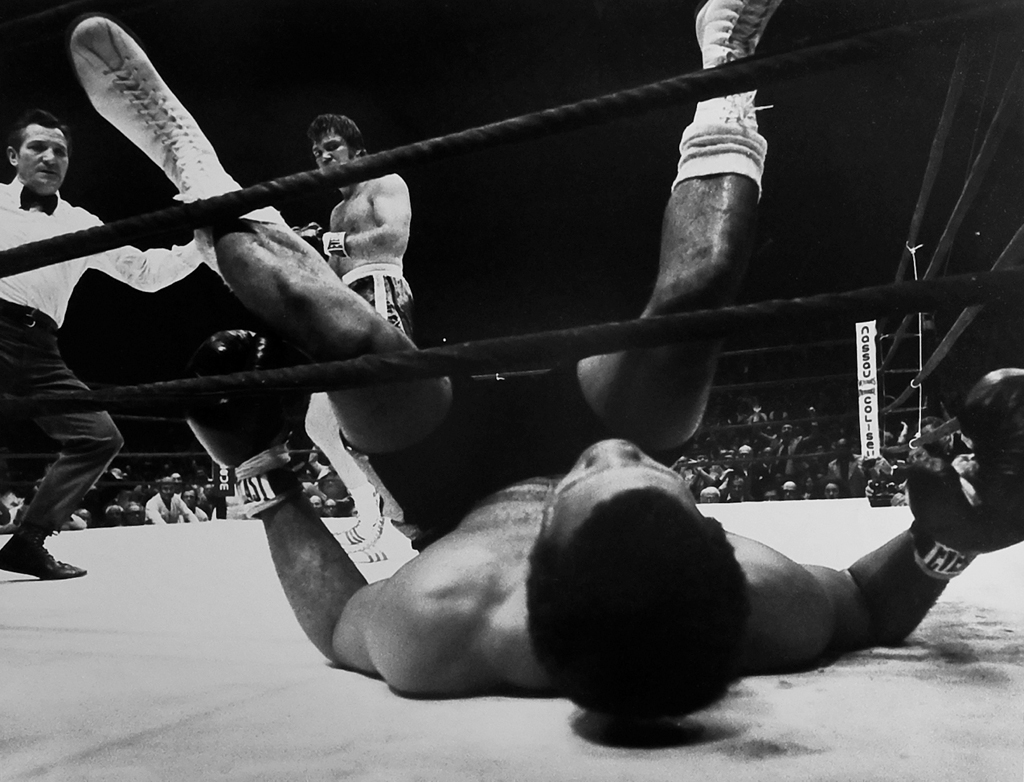
Зафиксировав нокдаун, рефери рукой указывает оставшемуся на ногах сопернику занять нейтральный угол

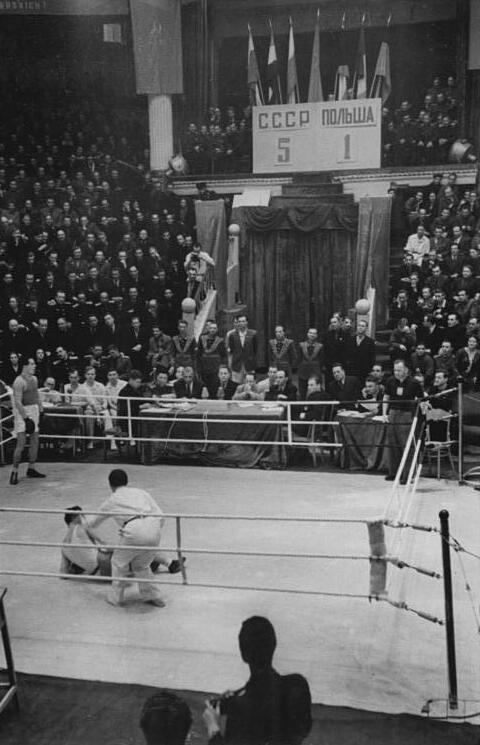
Оставшийся на ногах боксёр во время отсчёта ожидает в углу

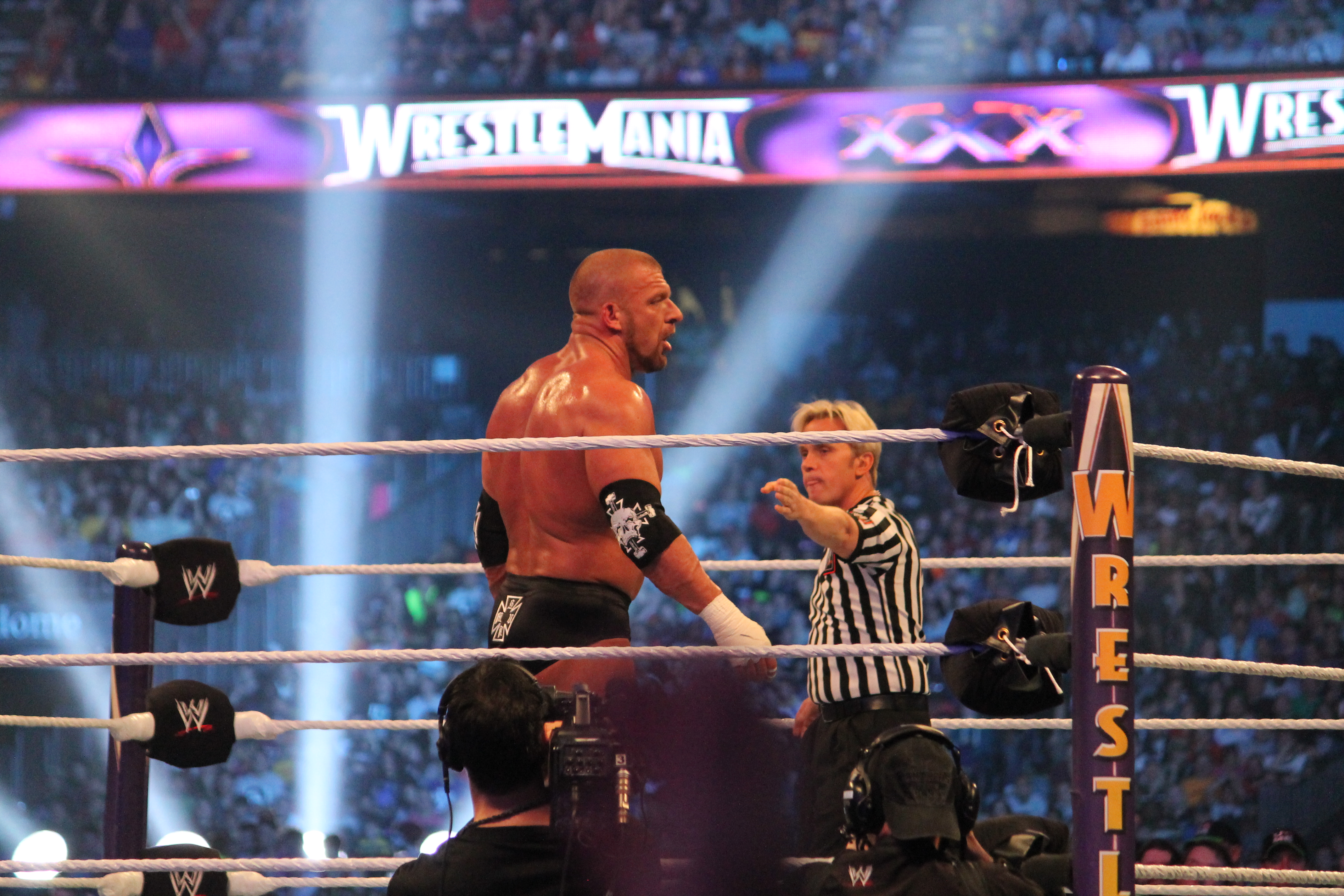
В реслинге, как и в боксе, рефери указывает оставшемуся на ногах сопернику удалиться в нейтральный угол, прежде чем начать отсчёт

Отсчёт в спортивных единоборствах — решающий момент в ходе поединка, отделяющий нокдаун и рингаут от нокаута. Поскольку отсчёт носит строго субъективный характер и ведётся рефери или судьёй на ринге по собственному восприятию времени, и никто из присутствующих, включая таймкипера (хронометриста), не имеют права подсказывать ему или считать вслух за него, ряд эпизодов «долгого счёта», когда один из соперников де-факто находился в нокдауне дольше дозволенного правилами времени, но сумел продолжить бой, послужили причиной для последующего оспаривания и критики действий рефери. Благодаря действиям рефери при ведении отсчёта в ряде случаев претендентам на чемпионский титул Джину Таннею в 1927 году и Джеймсу Бастеру Дагласу в 1990 году удалось продолжить бой после пребывания в нокдауне более десяти секунд, в результате чего Джек Демпси в 1927 году и Майк Тайсон в 1990 году потерпели поражение нокаутом и утратили титул абсолютного чемпиона мира по боксу. Последний случай считается на Западе одним из крупнейших разочарований в истории спорта (biggest upset in sports history), ему было посвящено множество статей и видеоматериалов с анализом действий рефери Октавио Мейрана. Мировые боксёрские ассоциации с большим опозданием признали Джеймса Бастера Дагласа абсолютным чемпионом мира. Как отмечает авторитетный американский спортивный обозреватель Ларри Мерчант, ситуации когда тот или иной боксёр де-факто находился в нокдауне 14 секунд и более, а затем был допущен к продолжению поединка, являются весьма распространёнными в боксе.

## История
С момента введения правил маркиза Куинсберри в 1867 году, ставших важной вехой для зарождения современного бокса, боксёру упавшему на ринг давалось десять секунд, чтобы вернуться в стойку, а от оставшегося на ногах соперника требовалось вернуться в свой угол. Этот пункт правил бокса впоследствии был заимствован многими другими спортивными единоборствами с преобладающей ударной техникой, где так же были нередкими ситуации нокдауна и нокаута. Однако на момент введения этих правил в Великобритании, в США ничто не обязывало оставшегося на ногах соперника отойти в сторону и не запрещало ему поджидать вблизи, чтобы тут же приняться добивать попытавшегося встать хотя бы на одно колено и обрушить на него шквал ударов, не оставив никаких шансов. Некоторые порядочные джентльмены из боксёрской среды только из своих представлений о чести и достоинстве, по своему собственному усмотрению удалялись к канатам и дожидались пока соперник будет в состоянии продолжить бой и сможет оказать им достойное сопротивление.
Поскольку чемпион мира по боксу 1920-х гг. Джек Демпси всегда топтался поблизости упавшего на помост соперника и буквально «нависал» над поверженными, выжидая момент как только они начнут подниматься, чтобы тут же их добить, в руководстве спортивных организаций США пришли к выводу о необходимости включения в правила бокса нового пункта, обязывающего рефери строго проконтролировать удаление стоящего на ногах боксёра в нейтральный угол, прежде чем начинать отсчёт времени нокдауна для его оппонента. Такой пункт был включён в правила накануне чемпионского боя между чемпионом Джеком Демпси и претендентом Джином Таннеем, состоявшегося 22 сентября 1927 года, по итогам которого Демпси лишился титула, хотя Танней фактически находился в нокдауне более 13 секунд.

## Последовательность
- Один из спортсменов касается поверхности ринга третьей точкой;

- Рефери определяет по своему субъективному мнению, произошло ли касание в результате:

а) дозволенного технического действия соперника, либо же это было
б) результатом толчка или другого запрещённого приёма (удара ниже пояса, удара в спину и т. д.);
в) явлением непреднамеренного характера без воздействия соперника (поскользнувшись, споткнувшись, оступившись и т. п.).
В последних двух случаях рефери даёт отмашку руками, показывая, что нокдаун не засчитывается и не начинает отсчёта, после чего принимает решение о продолжении или прекращении поединка. Если же касание ринга имело место в результате первого из указанных условий, то
- Рефери указывает оставшемуся на ногах (или первому поднявшемуся на ноги) сопернику на угол, далее именуемый нейтральным;
- Рефери контролирует визуально уход оставшегося на ногах соперника в нейтральный угол;
- Рефери поворачивается к спортсмену, находящемуся на настиле ринга, и начинает отсчёт от 1 до 10;
- В ходе ведения счёта, рефери одновременно контролирует пребывание в нейтральном углу, если тот попытается приблизиться к оппоненту, рефери прерывает счёт, командует подошедшему вернуться обратно и дожидается его возвращения в угол, после чего возобновляет счёт с последней засчитанной секунды;
- По истечении засчитанных 10 секунд, рефери посредством отмашки одной или обеими руками фиксирует поражение чистым нокаутом для спортсмена, который не смог подняться на обе ноги и принять вертикальное положение до счёта «Десять!», либо фиксирует поражение техническим нокаутом в ряде других ситуаций.

## Хронометраж
Для предотвращения ситуаций «долгого счёта» санкционирующие организации делегируют на поединок помимо таймкипера специально назначенное лицо, ответственное за отсчёт нокдауна (counting for a knockdown) и жестами передающее рефери текущий счёт по секундам. Таким образом рефери выполняет всю приведенную выше последовательность действий, но подхватывает уже ведущийся счёт со стороны, а не начинает с нуля.